# Jean-Martin de Prades

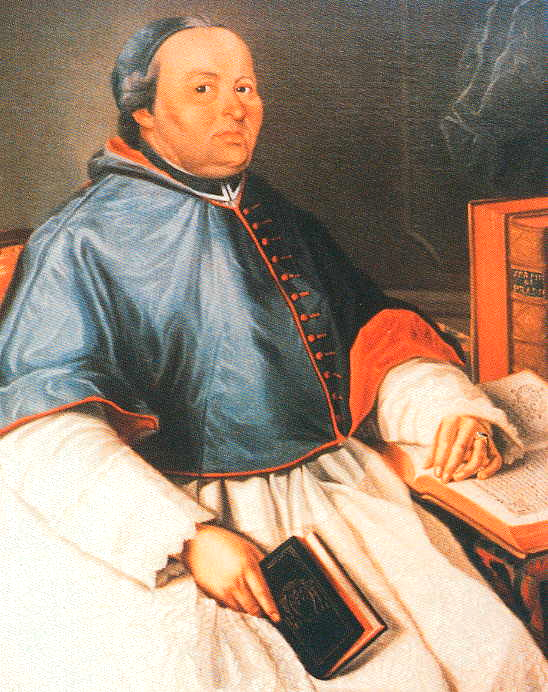
Jean-Martin de Prades

Jean-Martin de Prades, genannt Abbé de Prades (* um 1720 in Castelsarrasin; † 1782 in Glogau) war ein französischer Theologe und einer der Beiträger zur Encyclopédie.
Besondere Bekanntheit erlangte de Prades durch den Skandal um seine Dissertation und den Enzyklopädieartikel Certitude, in dessen Folge die beiden ersten Bände der Encyclopédie mit einem Publikationsverbot belegt wurden. Nach der öffentlichen Verbrennung seiner Dissertationsschrift und heftigen Angriffen durch die Jesuiten flüchtete de Prades nach Preußen, wo er Friedrich II. als persönlicher Vorleser und Privatsekretär diente. Im Siebenjährigen Krieg der Spionage für Frankreich überführt, wurde de Prades zunächst inhaftiert und nach dem Ende des Krieges von Friedrich nach Schlesien verbannt, wo er neunzehn Jahre später starb.

## Leben und Werk

### Herkunft und theologische Ausbildung
Jean-Martin de Prades entstammte einer adeligen Familie aus Castelsarrasin im Südwesten Frankreichs. Seine theologische Ausbildung begann er in der Provinz und wechselte dann nach Paris, wo er die Priesterseminare von St. Sulpice, Saint-Nicolas-du-Chardonnet und Bons-Enfants besuchte. Nach der Weihe zum Subdiakon kehrte er in den Süden zurück und besuchte das Seminar der Lazaristen in Montauban, wo er zum Priester geweiht wurde. Anschließend nahm er ein Studium an der Sorbonne in Paris auf und gehörte bald zu den besten Studenten seines Faches.

### Der Skandal um de Prades Dissertation und den Artikel „Certitude“

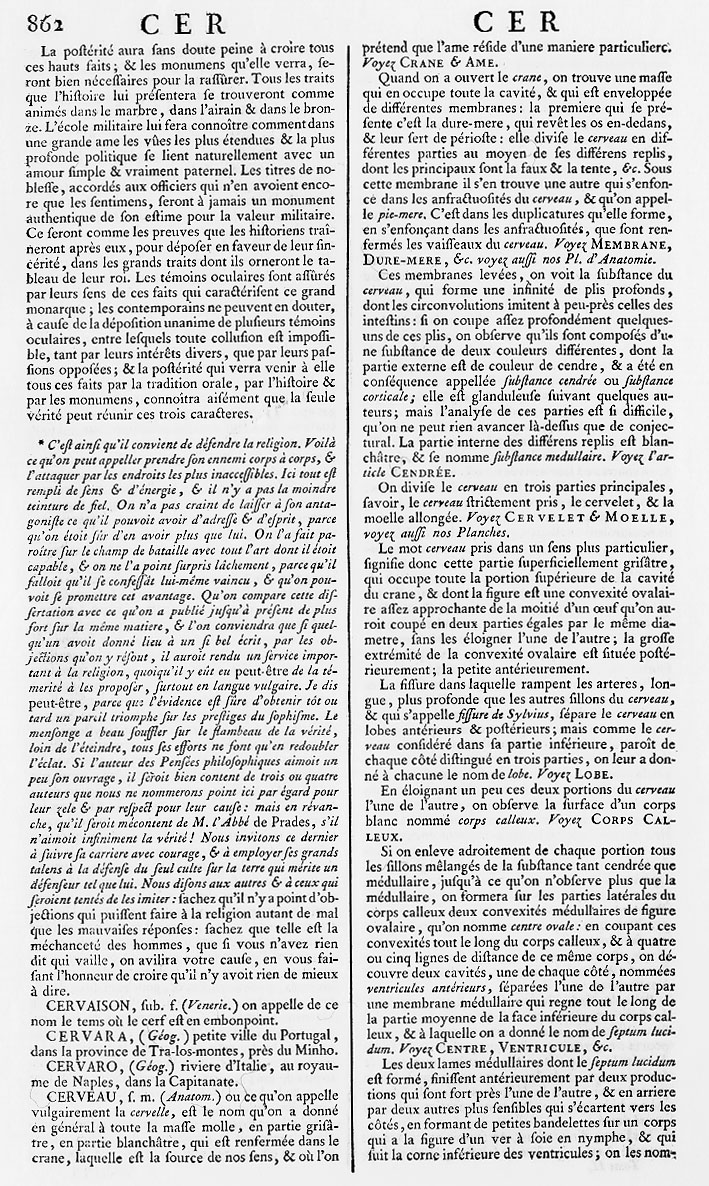
Letzte Seite des Artikels „Certitude“ im zweiten Band der Encyclopédie mit dem lobenden Schlusswort Diderots (linke Spalte).

Ab 1751 teilte er sich eine Wohnung mit den beiden Abbés Jean Pestré (1723–1821) und Claude Yvon (1714–1791), die zu den Beiträgern des im Juni 1751 erschienenen ersten Bandes der Encyclopédie gehörten. De Prades Anteil an der Encyclopédie umfasste einen rund fünfzehnseitigen Artikel unter dem Lemma Certitude (dt. „Gewissheit“), der im zweiten Band im Januar 1752 veröffentlicht wurde. Eingerahmt wird der Artikel durch eine Einleitung und ein lobendes Schlusswort von Diderot. In seiner Behandlung politischer Themen verfolgt der Artikel eine königstreue Linie. De Prades verurteilt die Ermordung Heinrichs IV. und rühmt Ludwig XV. und den Sieg der königlichen Armee in der Schlacht bei Fontenoy. Auf religiösem Gebiet bot der Artikel eine größere Angriffsfläche. De Prades Gegner sahen in der Argumentation, auch über Wunder könne durch Merkmale der Wahrheit (frz. marques de verité) eine verstandesgemäße Gewissheit erlangt werden, einen Angriff auf die christliche Lehre.
Der eigentliche Skandal um de Prades theologische Positionen hatte sich schon im November 1751 im Zuge der zum Promotionsverfahren gehörenden Disputation entzündet. In seiner Dissertationsschrift hatte de Prades eine Reihe von Thesen aufgestellt, die zu einer scharfen Auseinandersetzung mit Vertretern der theologischen Fakultät der Pariser Universität führten. In deren Folge der Theologieprofessor Luke Joseph Hooke von seinem Amt an der Sorbonne zurücktreten musste. Unter anderem hatte de Prades Zweifel an der zeitlichen Abfolge der Ereignisse im Buch Mose geäußert und die Heilwunder Jesu mit denen des griechischen Gottes der Heilkunst Asklepios verglichen. Ohne seine Vorbilder zu nennen, bediente de Prades sich über weite Strecken der von d’Alembert verfassten Vorrede zur Encyclopédie, dem Discours préliminaire, und der Pensées philosophiques von Diderot. Mit Diderot stand de Prades auch in persönlichem Kontakt und hatte sich mehrmals mit ihm zu Gesprächen getroffen.
Am 15. Dezember stellte die mit dem Fall befasste Kommission der Pariser theologischen Fakultät fest, die in der Arbeit geäußerten Thesen seien zu verwerfen und die Schrift selbst fiele unter die Zensurbestimmungen. Als dann im Januar 1752 der zweite Band der Encyclopédie erschien, äußerten sich die Theologen schockiert und beschuldigten de Prade der Häresie. Wenige Tage nach der Veröffentlichung des Enzyklopädiebandes wurde die Dissertationsschrift de Prades auf Anordnung des Erzbischofs von Paris Christophe de Beaumont öffentlich verbrannt. De Prades selbst verlor alle seine universitären Titel. Als dann das Pamphlet Les Réflexions d’un franciscain, avec une lettre préliminaire adressée à M.***, auteur en partie du «Dictionnaire philosophique» des Jesuiten Jean-Baptiste Geoffroy die Verbindungen zwischen de Prades, Pestre, Yvon und Diderot enthüllte und Gerüchte über eine Verschwörung der Enzyklopädisten die Runde machten, flohen de Prades, Pestre und Yvon ins Ausland.
Am 7. Februar 1752 wurde schließlich den beiden ersten Bände der Encyclopédie vom königlichen Rat, dem Conseil du Roi das Druckprivileg entzogen. In der Begründung hieß es, man habe nicht nur versucht, die Autorität des Königs zu untergraben, sondern auch „die Grundlagen des Irrtums, der Verderbnis der Sitten, der Irreligiosität und des Unglaubens“ befördert.

### Am Hof Friedrichs des Großen
De Prades Weg ins Exil führte ihn zunächst in die Niederlande und von dort – auf die Vermittlung d’Alemberts, Voltaires und des Marquis d’Argens hin – weiter nach Preußen. Kurz nach seiner Ankunft am Hof Friedrichs II. versprach dieser ihm eine Pfründe in Schlesien, vergab ihm eine Pension und ernannte ihn zu seinem Vorleser. Wenige Tage nach de Prades erstem Treffen mit Voltaire schrieb dieser an seine Nichte Marie-Louise Denis

« C’est je vous jure le plus drôle d’hérésiarque qui ait jamais été excommuniqué. Il est gai, il est aimable, il supporte en riant sa mauvaise fortune. »

„Ich schwöre ihnen, dass dies der merkwürdigste Häretiker ist, der jemals exkommuniziert wurde. Er ist heiter, er ist liebenswert, er erträgt sein übles Schicksal lachend.“

In Preußen vollendete de Prades eine zweiteilige Verteidigungsschrift seiner Dissertation unter dem Titel Apologie de Monsieur l’abbé de Prades. Diderot schrieb einen dritten Teil unter de Prades Namen und alle drei Teile wurden heimlich in Paris gedruckt. Noch 1752 erschien ein Pamphlet unter dem Titel « Le Tombeau de la Sorbonne » (deutsch: „Das Grab der Sorbonne“), bei dem die Autorenschaft de Prades nicht abschließend geklärt, aber doch sehr wahrscheinlich ist und das in satirischer Form über alle diejenigen herzog, die de Prades Dissertationsschrift verurteilt hatten. Doch schon 1754 änderte de Prades seine Position und verwarf schließlich sogar seine eigenen Thesen. Hauptgrund hierfür war seine finanzielle Lage, die er durch eine Annäherung an die katholische Kirche zu verbessern hoffte. Die Strategie hatte Erfolg: Papst Benedikt XIV., der de Prades Dissertation noch Anfang März 1752 verdammt hatte, nahm ihn wieder in die katholische Kirche auf und die theologische Fakultät der Sorbonne gab ihm seine akademischen Grade wieder zurück.
Als Vorleser und Privatsekretär Friedrichs II. stand de Prades in einem überaus engen Verhältnis zum preußischen König. In seinem Stolz auf diesen Einfluss ließ er die Bemerkung « le roi m’a dit » (deutsch: „der König sagte mir“) so häufig fallen, dass er am Hof schließlich nur noch « l’abbé le roi m’a dit » (deutsch: „der Abbé der König sagte mir“) genannt wurde.

### Spionage, Haft und letzte Jahre in Schlesien
Gleich zu Beginn des Siebenjährigen Krieges wurde de Prades der Spionage für Frankreich überführt und 1757 in Magdeburg inhaftiert. Diderot und Voltaire zeigten sich bestürzt über de Prades Verrat an Friedrich. Diderot sagte zu seiner Geliebten Sophie Volland „Welch verwerflicher Mensch!“ und Voltaire schloss eine Betrachtung über den Fall in einem Brief an Friedrich II. mit den Worten ab „Oh, beste aller möglichen Welten, wo bist Du!“
Nach dem Ende des Krieges wurde de Prades von Friedrich II. nach Schlesien verbannt. Mit mehr als 30.000 Livres, die er seinen Mitgefangenen während seiner Haftzeit in Magdeburg beim Spiel abgenommen hatte und seinen kirchlichen Einkünften führte er ein bequemes Leben mit eigener Dienerschaft. 1782 starb er in geistiger Umnachtung in Glogau.